# Stéfanie Jarre
 (mai 2019).
Pour les articles homonymes, voir Jarre.
Stéfanie Jarre est une scénographe de théâtre et de télévision née le 2 octobre 1965 à Los Angeles.

## Biographie

### Famille
Née en Californie de Maurice Jarre, compositeur de musique de films (Paris brûle-t-il ?, Le docteur Jivago, Lawrence d'Arabie) et de l'actrice Dany Saval (Les tricheurs), elle est la filleule de Gregory Peck. Son père impose le « F » de son prénom, symbolisant la « clef de fa » de la chanson de Lara dans Le docteur Jivago.
Elle n'a que 9 mois quand ses parents divorcent et ne revoit son père que dix-sept ans plus tard. En 1972, Dany Saval épouse le journaliste-animateur de télévision Michel Drucker, qui l'élève.
Stéfanie a pour demi-frères le compositeur de musique électronique Jean-Michel Jarre (fils de la résistante France Pejot), et Kevin Jarre, scénariste américain (La momie, Rambo 2), fils de l'actrice américaine Laura Devon et adopté par Maurice Jarre à l'âge de 13 ans après son mariage avec cette dernière. Elle est la petite-fille d'André Jarre, directeur technique de Radio Lyon, rachetée par Pierre Laval, en 1928.
Stéfanie Jarre a une fille: Rebecca, née en 1995. Celle ci est comédienne.

### Formation
En 1987, elle est major de promotion (mention excellente et mention spéciale de graphisme décernée par le SNAI) de l’École supérieure d'arts graphiques Penninghen en architecture intérieure et design et devient professeur de scénographie à ESAG/Penninghen de 2007 à 2017.
A 20 ans, elle devient première assistante du décorateur de la SFP Francis Robin, Michel Drucker lui confie les décors de Champs-Élysées comme chef décorateur, et en 1992, crée le décor de Stars 90 au Pavillon Baltard nécessitant 20 semi-remorques. Jacques Clément lui confie la scénographie des 7 d'or , Georges Pernoud, de Thalassa et Faut pas rêver, Sabine Mignot puis Léla Milcic les Miss France pendant 10 ans, Arthur Arthur et les Pirates (décor uniquement pour la station de radio Europe 1), Gérard Louvin, Daniel Moyne et Marie Christine Mouton Les années tubes, Daniela Lumbroso La fête de la chanson française et Nagui Les victoires de la musique.
Michel Drucker et Françoise Coquet lui confie les décors de Vivement Dimanche. Elle propose un canapé rouge circulaire, signe le design du canapé rouge et la colorimétrie du rouge et blanc qui devient la signalétique de France Télévisions. Elle continue son activité d'architecte d'intérieur, pour Michel Sardou et France Gall et rencontre au cours d'une émission spéciale sur le Moulin-Rouge, le directeur du théâtre de la Michodière, Jacques Crépineau, qui lui confie sa première scénographie pour le théâtre, en 1990, Tiercé gagnant de John Chapman avec Jacques Balutin; plus tard, Moi...mais en mieux de Jean Noël Fenwick avec Martin Lamotte; puis Impair et père de Ray Cooney avec Roland Giraud.
En 2002, la directrice du théâtre Montparnasse Myriam de Colombi lui commande le décor de La boutique au coin de la rue (The Shop Around the Corner de Miklós László film d'Ernst Lubitsch), et obtient un Molière de la meilleure scénographie. L'année suivante, elle est nommée pour Un vrai bonheur au théâtre Fontaine. Frédéric Franck, directeur du théâtre de la Madeleine lui confie la scénographie de Diplomatie avec Niels Arestrup et André Dussollier.
On peut citer notamment : Le journal d'Anne Franck, Petits crimes conjugaux et L'hôtel des 2 mondes d'Éric-Emmanuel Schmitt, L'affrontement de Bill C. Davis, Opus cœur d'Israël Horowitch. La vie de chantier de Dany Boon, Nuit d'ivresse de Josiane Balasko, Le vent des peupliers avec Georges Wilson...
Olivier Minne et Jean François Varlet lui demandent des créations scéniques pour 3 Feydeau, 1 Labiche et 1 opérette, retransmissions spéciales sur France Télévisions.
Nicolas Auboyneau, directeur de la culture de France Télévisions lui commandera la scénographie de La Femme du boulanger avec Michel Galabru.
En 2013, elle crée son premier décor d'un opéra en plein air La Flûte enchantée de Mozart.
Elle signe la conception scénique de 4 comédies musicales au Théâtre des Folies Bergères SLC salut les copains, Disco, Love Circus sous la direction de Stéphane Jarny puis Les choristes le musical de et par Christophe Barratier.
Michel Drucker écrit en 2016 son seul en scène, création au théâtre des Bouffes Parisiens, lui confiera la scénographie de son spectacle Seul...avec vouspuis en 2019 elle signera la mise en scène, la scénographie et la direction artistique de son nouveau spectacle De vous à moi au théâtre du petit Marigny.
Son ami Laurent Gerra fait appel à son talent en 2018 pour son spectacle Laurent Gerra...sans modération et en 2024 pour Laurent Gerra se met à table.
Le producteur Thierry Suc lui confie en 2019, la scénographie du hall de la Seine Musicale pour l’exploitation du spectacle musical anglais WAR HORSE. Elle crée une installation temporaire monumentale en hommage à la disparition des chevaux sur les champs de bataille durant la guerre de 14-18.
En 2021, fidèle depuis plus de 20 ans à Josiane Balasko, elle signe la conception scénique du décor Le chalet à Gstaad.
En 2024 elle fait la connaissance de Serge Postigo pour qui elle signe 3 décors Le vertige, Le bracelet, et Le château de cartes, de Patrick Haudecoeur pour La valse des pingouins et de Tristan Petitgirard Dans les yeux de Monet avec Clovis Cornillac au théâtre de la Madeleine.

## Récompenses
- Nommée Chevalier de l’Ordre des Arts et Lettres en 2021.
- Molière du meilleur décor pour La boutique au coin de la rue en 2002.
- Nomination du meilleur décor pour Un vrai bonheur en 2003.
- 7 d'Or du meilleur décor pour Stars 90 en 1991.

## Commandes

### Télévision
- Le big show
- Le monde est fou
- Attention les enfants regardent
- Spécial Johnny Hallyday, Patrick Bruel, Roger Hanin
- Starmania, années 80
- Nouvelle Vague, Guy Lux, Ricky Martin, Ophélie Winter
- Une année en or
- NRJ Music Awardsv'
- Claude François 20 Ans
- Parlez moi d'amour
- Faites de l'amour
- Téléfoot
- Auto Moto
- Coup de foudre
- SLC
- Allume la télé
- Les sosies
- Quel cirque
- Ce qui nous a toujours fait rire
- Multishow
- Attention les enfants regardent
- Ca se discute
- Studio Gabriel
- Champs-Élysées (émission de télévision)' (40 décors différents)
- Faites la fête
- Show Michel Sardou
- Spécial Henri Salvador, Maddona, Muriel Robin, Noël Disney, Florent Pagny, Roméo & Juliette, Lara Fabian, Joe Dassin
- Les 50 ans de Paris Match
- Les 7 D’or
- Que le meilleur gagne
- Les palmes d'or de Cannes
- J'y crois, j'y crois pas
- Le Trivial Pursuit
- Drucker and co
- Stars and co
- Vos français de cœur
- Tous cousins
- Quand la musique est bonne
- Les années tubes (2 décors différents)
- spécial JDD TF1
- Stars 90 TF1
- Stars 90 France Télévisions
- Miss France (cinq émissions différentes) France 3/TF1
- Les Mandrakes d'or
- Attention magie
- Faut pas rêver
- Thalassa
- Mystères
- Les lumières du cinéma
- Les roucasseries du midi
- Le Quizz
- Les Julies
- Les détonneurs
- Eurosoprt, C'est Lundi
- Les trophées de la mode
- Nous nous sommes tant aimés
- 2001 : Miss France
- 2001 : Secret d'été
- 2001 : Défense d'entrer
- 2001 : Succès
- 2002 : Miss France
- 2002-2018 : Vivement Dimanche
- 2002-2004 : Vivement Dimanche prochain
- 2003 : L’hymne à la môme Piaf
- 2003 : Airbus A380 : l'envol d'un géant
- 2003 : Nous nous sommes tant aimés
- 2003 : Le centenaire du tour de France
- 2003 : Mister France
- 2003 : TOP 50, 50 tubes de légende
- 2004 : Bon anniversaire l'Olympia
- 2005 : Les victoires de la musique Jazz
- 2005-2010 : Les victoires de la musique classique
- 2005 : Les victoires de la musique pop
- 2005 : Cérémonie des Molières
- 2005 : La fête de la chanson française
- 2005 : Stade 2, trente ans d'émotion
- 2005-2007 : Le tour en fête (Série Albi/Bourg en Bresse/Carcassonne/Brest)
- 2005 : Tous solidaires : Indonésie
- 2006-2008 : Un samedi soir avec...
- 2006 : Dancing show
- 2006 : Les trophées de l'histoire
- 2006 : Tenue de soirée à…
- 2006-2009 : Les victoires de la musique Jazz
- 2007-2009 : Les trophées de l'Apajh
- 2007-2010 : Cérémonie des Molières
- 2007-2015 : La fête de la chanson française
- 2007 : Les Comics
- 2008 : Canteloup y es-tu ?
- 2009 : En vol avec l'armée de l'air
- 2009 : Roumanoff c'est rigolo
- 2009 : Vive Offenbach
- 2009 : Canal Presque
- 2009 : + de vie
- 2009 : Une nuit en méditerranée
- 2010 : Les imitateurs font leur show
- 2010 : Au cœur de la gendarmerie
- 2010 : Champs-Élysées nouvelle version
- 2010 : Gainsbourg, 20 ans déjà
- 2010 : Spécial Tunisie, un an déjà
- 2010-2013 : Chabada
- 2010 : Noël sous les étoiles'
- 2012 : Une nuit dans l'espace
- 2013-2015 : La fête de la musique
- 2013 : Les 20 ans du Zénith
- 2013-2016 : Lire en scène
- 2014 : Une femme, un artiste
- 2015 : Une nuit avec la police et la gendarmerie
- 2015 : Une nuit avec les héros de la santé
- 2015 : Au cœur de l'armée de terre
- 2016-2017 : Vivement la télé
- 2018 : Samedi c'est parodie
- 2018 : Une nuit avec nos soldats
- 2018 : Vivement Dimanche la suite
- 2020 : La Grande Librairie
- 2022 : Les années Champs Elysées
- 2020 : Si on lisait... à voix haute

#### Mise en scène
- 2019 : De vous à moi. De et avec Michel Drucker.

### Théâtre
- 1990 : Tierce gagnant. Théâtre de la Michodière avec Jacques Balutin.
- 2000 : Moi... mais en mieux. Théâtre de la Michodière avec Martin Lamotte.
- 2000 : Ladies night. Théâtre Rive Gauche avec Olivier Marchal
- 2001 : Transfert. Théâtre Montparnasse avec Andréa Ferresol.
- 2001 : Les désirs sauvages de mon mari… Théâtre de la Michodière avec Virginie Lemoine.
- 2001 : Les Magouilleurs. Tournée avec Jacques Balutin.
- 2001 : Il faut tuer le clown. Théâtre Comédia avec Michel Roux.
- 2002 : La Boutique au coin de la rue. Théâtre Montparnasse avec Samuel Labarthe et Florence Pernel.
- 2002 : L’Acheteur. Théâtre Hebertot avec Jean Claude Drefus.
- 2002 : La Griffe. Théâtre Fontaine avec Muriel Robin.
- 2002 : Les Conquérantes. Théâtre Rive Gauche avec Andréa Ferreol.
- 2002 : Impair et père. Théâtre de la Michodière avec Roland Giraud et Stephane Hillel.
- 2002 : Nuit d'ivresse. Théâtre de la Renaissance avec Francis Huster, Pascal Legitimus et Michele Bernier.
- 2003 : Un vrai bonheur. Théâtre Fontaine
- 2003 : Le Charlatan. Théâtre Saint Georges avec Michel Roux et Jacques Balutin.
- 2003 : Le Vent des peupliers. Théâtre Montparnasse avec Georges Wilson.
- 2003 : Un homme parfait. Théâtre de la Michodière avec Guy Montagne.
- 2003 : L’éventail de lady Windermere. Théâtre du Palais Royal avec Caroline Cellier.
- 2003 : La vie de chantier. Théâtre du Gymnase de et avec Dany Boon.
- 2003 : L’Homme, la Bête et la Vertu. Théâtre Montparnasse avec Niels Arestrup.
- 2003 : Même pas vrai. Théâtre Saint Georges.
- 2003 : Le Chien des Baskerville. Théâtre de la Tête d’Or Lyon avec Olivier Minne.
- 2004 : Petit déjeuner compris. Théâtre Fontaine.
- 2004 : Copier coller. Théâtre Michel avec Gabriele Lazure.
- 2004 : Avis de tempête. Théâtre des Variétés avec Roland Giraud et Véronique Jeannot.
- 2004 : Grosses chaleurs. Théâtre de la Renaissance avec Brigitte Fossey.
- 2005 : Un fil à la patte. Théâtre des Variétés avec les animateurs de France Télévisions.
- 2005 : Dernier rappel. Théâtre de la Renaissance de et avec Josiane Balasko et Yvan Le Bolloc'h.
- 2005 : Les héritiers. Théâtre Rive Gauche avec Agnes Soral.
- 2006 : Elle nous enterrera tous. Tournée avec Marthe Villalonga.
- 2006 : 3 jeunes filles nues. Théâtre des Variétés avec les animateurs France télévision.
- 2006 : Clémentine. Théâtre des Nouveautés avec Marthe Mercadier.
- 2006 : Lili et Lily. Théâtre de la Tête d’Or Lyon avec Annie Cordy.
- 2007 : Opus cœur. Théâtre Hebertot avec Pierre Vaneck et Astrid Veillon.
- 2007 : Les belles sœurs. Théâtre Saint Georges avec Sabine Haudepin
- 2007 : L'huitre. Théâtre Daunou.
- 2007 : Les amazones, 3 ans après. Théâtre de La Renaissance avec Sonia Dubois et Chantal Ladesou.
- 2007 : Si c'était à refaire. Théâtre des Variétés avec Pierre Palmade et Isabelle Mergault.
- 2007 : Un vrai bonheur 2. Théâtre Rive Gauche.
- 2007 : 13 à table. Tournée avec Marthe Mercadier.
- 2008 : Jo et Joséphine. Théâtre Daunou avec Gregory Baquet.
- 2008 : Les 2 Canards. Théâtre Antoine avec Yvan Le Bolloc'h et Isabelle Nanty.
- 2008 : Les 4 Vérités. Tournée avec Marthe Mercadier.
- 2008 : Oscar. Théâtre du Gymnase avec Chantal Ladesou.
- 2008 : La dame de chez Maxim.. Théâtre de Rueil avec les animateurs France télévision.
- 2009 : Chat en poche. Théâtre Saint Georges avec Arthur Jugnot et Valèrie Mairesse.
- 2009 : Tout le monde aime Juliette. Théâtre du Splendide avec Marylou Berry.
- 2009 : Le dernier testament. Théâtre de la Comédie de Champs-Élysées avec Olivier Lejeune.
- 2009 : Cochon d'Inde. Théâtre Hebertot de et avec Sébastien Thierry et Patrick Chesnais.
- 2009 : Good bye Charly. Théâtre de la Michodière avec Marie Anne Chazel et Stephane Hillel.
- 2009 : La parenthèse. Théâtre Daunou avec Sonia Dubois.
- 2009 : Les hommes préfèrent mentir. Théâtre Saint Georges. Manuel Gelin.
- 2010 : La femme du boulanger. Théâtre A.ndré Malraux, Rueil Malmaison, puis Théâtre Hebertot avec Michel Galabru.
- 2010 : C'est pas le moment. Théâtre Saint Georges avec Jacques Balutin.
- 2010 : Tapages en coulisse. Théâtre de la Tête d’Or Lyon.
- 2010 : Toc Toc. Tournée avec Gérard Hernandez et Danielle Evenou.
- 2010 : Boubouroche. Théâtre de la Tête d’Or Lyon avec Lorànt Deutsch.
- 2010 : Feu la mère de madame. Les Molières avec Patrick Chesnais et Emmanuelle Devos.
- 2010 : Personne n'est parfait. Théâtre des Bouffes Parisiens avec Jean-Luc Reichmann, Véronique Jeannot et Corinne Touzet.
- 2011 : La nuit sera chaude. Théâtre de la Renaissance de et avec Josiane Balasko et Valérie Lang.
- 2011 : Diplomatie. Théâtre de la Madeleine avec Niels Arestrup et André Dussollier.
- 2011 : Toutou. Théâtre Hebertot. Patrick Chesnais.
- 2011 : Les bonobos. Théâtre du Palais Royal de et avec Laurent Baffie.
- 2011 : Venise sous la neige. Théâtre de la Tête d’Or Lyon.
- 2011 : Le mari idéal. Théâtre de la Tête d’Or Lyon avec Sabine Haudepin.
- 2012 : Le journal d'Anne Frank. Théâtre Rive Gauche avec Francis Huster.
- 2012 : Bronx. Théâtre des Bouffes Parisiens avec Francis Huster.
- 2012 : Les acteurs sont fatigués. Théâtre de la Tête d’Or Lyon. Nathalie Corre

"Gigi." Théâtre Daunou.
- 2012 : Julie des batignolles. Théâtre La Bruyère. Philippe Lelievre.
- 2012 : Croque monsieur. Tournée avec Marthe Villalonga..
- 2013 : Billie Holliday. Théâtre Rive Gauche avec Viktor Lazlo.
- 2013 : A tort et à raison. Théâtre Rive Gauche.
- 2013 : L’affrontement. Théâtre Rive Gauche avec Francis Huster et Davy Sardou.
- 2013 : The Guitry's. Théâtre Rive Gauche avec Martin Lamotte et Claire Keim.
- 2014 : Miss Carpenter. Théâtre Rive Gauche avec Marianne James.
- 2014 : Elixir d'amour. Théâtre Rive Gauche avec Éric-Emmanuel Schmitt et Marie-Claude Pietragalla.
- 2014 : Big apple. Petit Théâtre de Paris avec Christophe Malavoy et Marianne Basler.
- 2014 : Le joueur d'échec. Théâtre Rive Gauche avec Francis Huster.
- 2014 : Georges et Georges. Théâtre Rive Gauche avec Davy Sardou et Alexandre Brasseur.
- 2014 : Le don d'Adèle. Théâtre de la Tête d’Or Lyon.
- 2014 : La trahison d'Einstein. Théâtre Rive Gauche avec Francis Huster et Jean Claude Dreyfus.
- 2014 : Si on recommençait. Théâtre de La Comédie des Champs-Élysées avec Michel Sardou.
- 2014 : Nelson. Théâtre de La Porte Saint Martin avec Chantal Ladesou.
- 2014 : Même pas vrai. Théâtre Saint Georges.
- 2015 : Un grand moment de solitude. Théâtre de la Michodière avec Josiane Balasko.
- 2015 : 24H de la vie d'une femme. Théâtre Rive Gauche avec Clementine Celarie.
- 2015 : Hibernatus. Théâtre de la Michodière avec Jean-Luc Reichmann et Ingrid Chauvin.
- 2015 : L’hôtel du libre échange. Théâtre de Rueil avec les animateurs télévision.
- 2016 : Seul... Avec vous. Théâtre des Bouffes Parisiens avec Michel Drucker.
- 2016 : Petits crimes conjugaux. Théâtre Rive Gauche avec Fanny Cottençon et Sam Karmann.
- 2016 : Le chapeau de paille d'Italie. Théâtre de Rueil avec les animateurs FRANCE 2.
- 2016 : Willy Rovelli. Théâtre des Folies Bergères.
- 2016 : Libres sont les papillons. Théâtre Rive Gauche avec Anouchka Delon.
- 2017 : L’hôtel des 2 mondes. Théâtre Rive Gauche avec Davy Sardou.
- 2017 : Mozart... Le chien qui parle. Théâtre de La Tour Eiffel.
- 2018 : 2 Mensonges et 1 vérité. Théâtre Rive Gauche avec Frédéric Bouraly et Lionnel Astier
- 2018 : Nuit d'ivresse. Théâtre de La Michodière avec Jean-Luc Reichmann.
- 2018 : Laurent Gerra... Sans modération. Tournée et nombreuses grandes salles parisiennes.
- 2018 : Confidences". Théâtre Rive Gauche avec Marie Christine Barrault et Pierre Doutey
- 2020 : De vous à moi. Théâtre Marigny de et avec Michel Drucker.
- 2020:  Adieu…je reste .Théâtre des Nouveautés avec Isabelle Mergault et Chantal Ladesou.
- 2021:  "Un chalet à Gstaad". Théâtre des Nouveautés de et avec Josiane Balasko et Armelle.
- 2023: "Le bracelet". Théâtre des Nouveautés avec Jean Luc Reichmann et Isabelle Mergault.
- 2024: "Le vertige". Théâtre de la Madeleine avec Andy Cocq et Alexis Moncorgé.
- 2024  "La valse des pingouins". Théâtre des Nouveautés de et avec Patrick Haudecoeur.
- 2024: "Laurent Gerra se met à table". Tournée et Casino de Paris.
- 2024: "Dans les yeux de Monet". Théâtre de la Madeleine avec Clovis Cornillac.
- 2025: "Le château de cartes". Théâtre des Nouveautés avec Gérard Darmon et Aure Atika.

### Opéra
- 2013: La Flûte enchantée (en plein air) divers lieux.

### Comédies musicales & Concerts
- 1998 : François Valery, Casino de Paris
- 1998 : François Feldmann, Olympia
- 2012 : SLC. Théâtre des Folies Bergères.
- 2013 : Disco. Théâtre des Folies Bergères
- 2015 : Love circus. Théâtre des Folies Bergères.
- 2017 : Les Choristes. Théâtre des Folies Bergères.
- 2017 :Age tendre. Tournée et Zénith de Paris.

### Architecture intérieure & évènementiel
- Renault AX65, 1998.
- Channel 1.
- Mc Donald (5 sites en France)
- Studio Europe 1.
- Studio Gabriel.
- Appartements de France Gall.
- Appartements de Michel Sardou.
- 2019: Scénographie éphémère: création d’une installation temporaire dans le hall de la Seine Musicale pour le spectacle anglais War Horse«WAR HORSE» Productions TS3 (Thierry Suc)